# Ulan Bator
Ulan Bator (pronuncia italiana Ulàn Bàtor; in mongolo Улаанбаатар, Ulaanbaatar) è la capitale e principale città (1.314.001 ab.) della Mongolia, situata nella parte centro-settentrionale del paese. Il nome attuale della città, attribuito dal 1924, significa "Eroe Rosso" (in onore a Damdiny Sùchbaatar); in precedenza la città era nota come Urga.

## Geografia fisica

### Territorio
Ulan Bator si trova a 1350 metri sul livello del mare, poco a est del centro della Mongolia, sul fiume Tuul Gol, un sub-tributario della Selenga, in una valle ai piedi del monte Bogd Han uul.

### Clima

Temperature medie e precipitazioni a Ulaanbaatar

A causa dell'altitudine, della distanza dal mare, delle caratteristiche climatiche del continente e, sicuramente in parte minore, a causa della latitudine, comunque sotto al 50º parallelo, Ulan Bator è la più fredda capitale nazionale del mondo, con un clima subartico influenzato dai monsoni (classificazione dei climi di Köppen Dwc) con brevi e tiepide estati (temperatura media di luglio: 18-20°) e freddi, secchi e lunghissimi inverni (temperatura minima media di gennaio: -25°). La temperatura più bassa registrata nella capitale mongola è -49 °C che ne fa la seconda capitale mondiale dopo i -51,6 °C di Astana, ma la prima come temperatura media annua più bassa.
Il valore più alto registrato è di +38,6 °C.
La temperatura media annua è -1,3 °C; essendo la temperatura media leggermente inferiore allo zero centigrado la città è nella zona del permafrost sporadico, per cui in estate i suoli esposti al sole scongelano in superficie ma, in funzione della esposizione, a breve profondità il suolo è spesso comunque gelato, e di per sé quindi molto stabile. Questo fatto rende più difficile e costosa la realizzazione di fabbricati di grandi dimensioni, dato che intaccando il suolo in profondità con le fondazioni si rischia di trasferirvi calore, modificandone in modo pericoloso le condizioni fisiche. Il fatto è drammaticamente enfatizzato dalle variazioni climatiche (riscaldamento globale) sul lungo periodo, che producendo come effetto, in tali zone di transizione, la riduzione dei suoli permanentemente gelati (il suolo si scongela a maggiore profondità), vengono a essere modificate e compromesse per conseguenza le condizioni di stabilità del suolo e quindi delle fondazioni, in sintesi il suolo diventa improvvisamente molle e incoerente.
I residenti nella periferia vivono nelle tradizionali 'ger' (pronuncia: gher), dette 'iurte, che essendo molto leggere non necessitano di particolari strutture tipo fondamenta e quindi non impattano sulla struttura del terreno.
| Ulan Bator (1981-2010) Fonte: | Mesi         | Mesi         | Mesi         | Mesi         | Mesi         | Mesi        | Mesi        | Mesi        | Mesi         | Mesi         | Mesi         | Mesi         | Stagioni | Stagioni | Stagioni | Stagioni | Anno    |
| Ulan Bator (1981-2010) Fonte: | Gen          | Feb          | Mar          | Apr          | Mag          | Giu         | Lug         | Ago         | Set          | Ott          | Nov          | Dic          | Inv      | Pri      | Est      | Aut      | Anno    |
| ----------------------------- | ------------ | ------------ | ------------ | ------------ | ------------ | ----------- | ----------- | ----------- | ------------ | ------------ | ------------ | ------------ | -------- | -------- | -------- | -------- | ------- |
| T. max. media (°C)            | −15,6        | −9,6         | −0,7         | 9,7          | 17,8         | 22,5        | 24,5        | 22,3        | 16,7         | 7,6          | −5,0         | −13,5        | −12,9    | 8,9      | 23,1     | 6,4      | 6,4     |
| T. media (°C)                 | −21,6        | −16,6        | −7,4         | 2,0          | 10,1         | 15,7        | 18,2        | 16,0        | 9,6          | 0,5          | −11,9        | −19,0        | −19,1    | 1,6      | 16,6     | −0,6     | −0,4    |
| T. min. media (°C)            | −25,9        | −22,2        | −13,6        | −4,3         | 3,3          | 9,6         | 12,9        | 10,6        | 3,6          | −4,8         | −15,7        | −22,9        | −23,7    | −4,9     | 11,0     | −5,6     | −5,8    |
| T. max. assoluta (°C)         | −2,6 (1999)  | 11,3 (2007)  | 17,8 (1969)  | 28,0 (2003)  | 33,5 (1992)  | 38,3 (2010) | 39,0 (1988) | 34,9 (2007) | 31,5 (2010)  | 22,5 (1987)  | 13,0 (1983)  | 6,1 (1989)   | 11,3     | 33,5     | 39,0     | 31,5     | 39,0    |
| T. min. assoluta (°C)         | −42,2 (1957) | −42,2 (1957) | −38,9 (1957) | −26,1 (1971) | −16,1 (1960) | −3,9 (1961) | −0,2 (1988) | −2,2 (1957) | −13,4 (1989) | −22,0 (1976) | −35,0 (1961) | −37,8 (1960) | −42,2    | −38,9    | −3,9     | −35,0    | −42,2   |
| Nuvolosità (okta al giorno)   | 2,5          | 2,7          | 3,6          | 4,8          | 5,4          | 6,0         | 6,1         | 5,7         | 4,5          | 3,9          | 3,5          | 3,2          | 2,8      | 4,6      | 5,9      | 4,0      | 4,3     |
| Precipitazioni (mm)           | 2            | 3            | 4            | 10           | 21           | 46          | 64          | 70          | 27           | 10           | 6            | 4            | 9        | 35       | 180      | 43       | 267     |
| Giorni di pioggia             | 0,1          | 0,03         | 0,2          | 2,0          | 7,0          | 13,0        | 16,0        | 14,0        | 8,0          | 2,0          | 0,2          | 0,2          | 0,3      | 9,2      | 43,0     | 10,2     | 62,7    |
| Giorni di neve                | 8            | 7            | 7            | 7            | 3            | 0,3         | 0,2         | 0,4         | 2,0          | 6,0          | 8,0          | 10,0         | 25,0     | 17,0     | 0,9      | 16,0     | 58,9    |
| Giorni di nebbia              | 11           | 9            | 5            | 3            | 1            | 0,4         | 0,3         | 1,0         | 2,0          | 4,0          | 6,0          | 10,0         | 30,0     | 9,0      | 1,7      | 12,0     | 52,7    |
| Umidità relativa media (%)    | 78           | 73           | 61           | 48           | 46           | 54          | 60          | 63          | 59           | 60           | 71           | 78           | 76,3     | 51,7     | 59       | 63,3     | 62,6    |
| Ore di soleggiamento mensili  | 176,1        | 204,8        | 265,2        | 262,5        | 299,3        | 269,0       | 249,3       | 258,3       | 245,7        | 227,5        | 177,4        | 156,4        | 537,3    | 827,0    | 776,6    | 650,6    | 2 791,5 |
| Vento (direzione-m/s)         | E 1,3        | E 1,8        | E 2,5        | N 3,3        | N 3,4        | N 3,2       | E 2,8       | E 2,5       | E 2,6        | E 2,3        | E 1,8        | E 1,3        | 1,5      | 3,1      | 2,8      | 2,2      | 2,4     |

| Clima di Ulan Bator            | Clima di Ulan Bator | Clima di Ulan Bator | Clima di Ulan Bator | Clima di Ulan Bator | Clima di Ulan Bator | Clima di Ulan Bator | Clima di Ulan Bator | Clima di Ulan Bator | Clima di Ulan Bator | Clima di Ulan Bator | Clima di Ulan Bator | Clima di Ulan Bator | Clima di Ulan Bator |
| Mese                           | Gen                 | Feb                 | Mar                 | Apr                 | Mag                 | Giu                 | Lug                 | Ago                 | Set                 | Ott                 | Nov                 | Dic                 | Anno                |
| ------------------------------ | ------------------- | ------------------- | ------------------- | ------------------- | ------------------- | ------------------- | ------------------- | ------------------- | ------------------- | ------------------- | ------------------- | ------------------- | ------------------- |
| Temperatura massima media (°C) | -16                 | -11                 | -2                  | 6                   | 15                  | 20                  | 21                  | 20                  | 14                  | 6                   | -6                  | -13                 | 4                   |
| Temperatura minima media (°C)  | -25                 | -22                 | -14                 | -5                  | 2                   | 8                   | 11                  | 10                  | 3                   | -5                  | -16                 | -22                 | -6                  |
| Giorni di gelo                 | 31                  | 28                  | 31                  | 27                  | 10                  | 0                   | 0                   | 0                   | 7                   | 27                  | 30                  | 31                  | 222                 |
| Fonte: Weatherbase.com         |                     |                     |                     |                     |                     |                     |                     |                     |                     |                     |                     |                     |                     |

## Storia

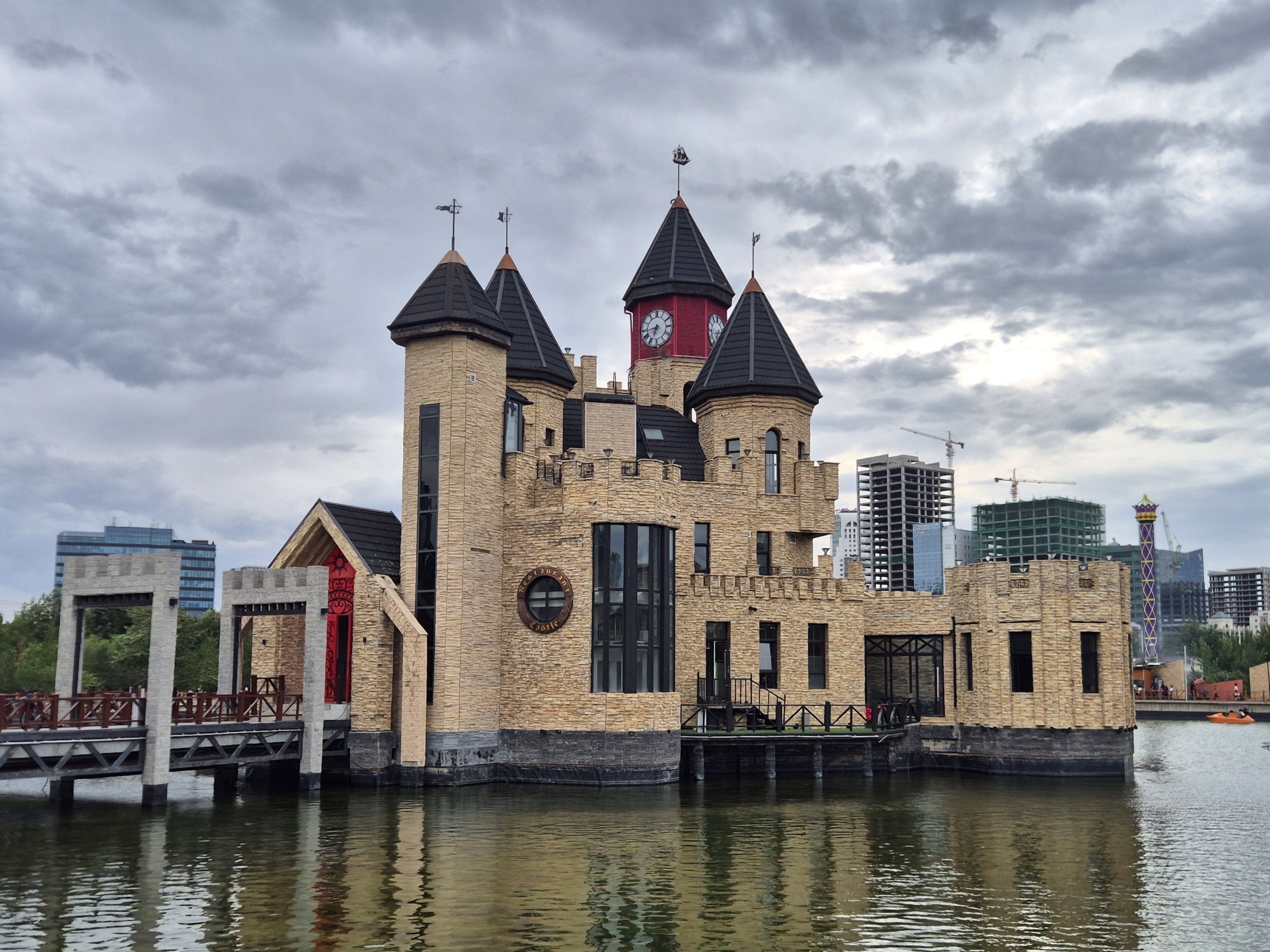
Il castello (ricostruito) di Ulan Bator

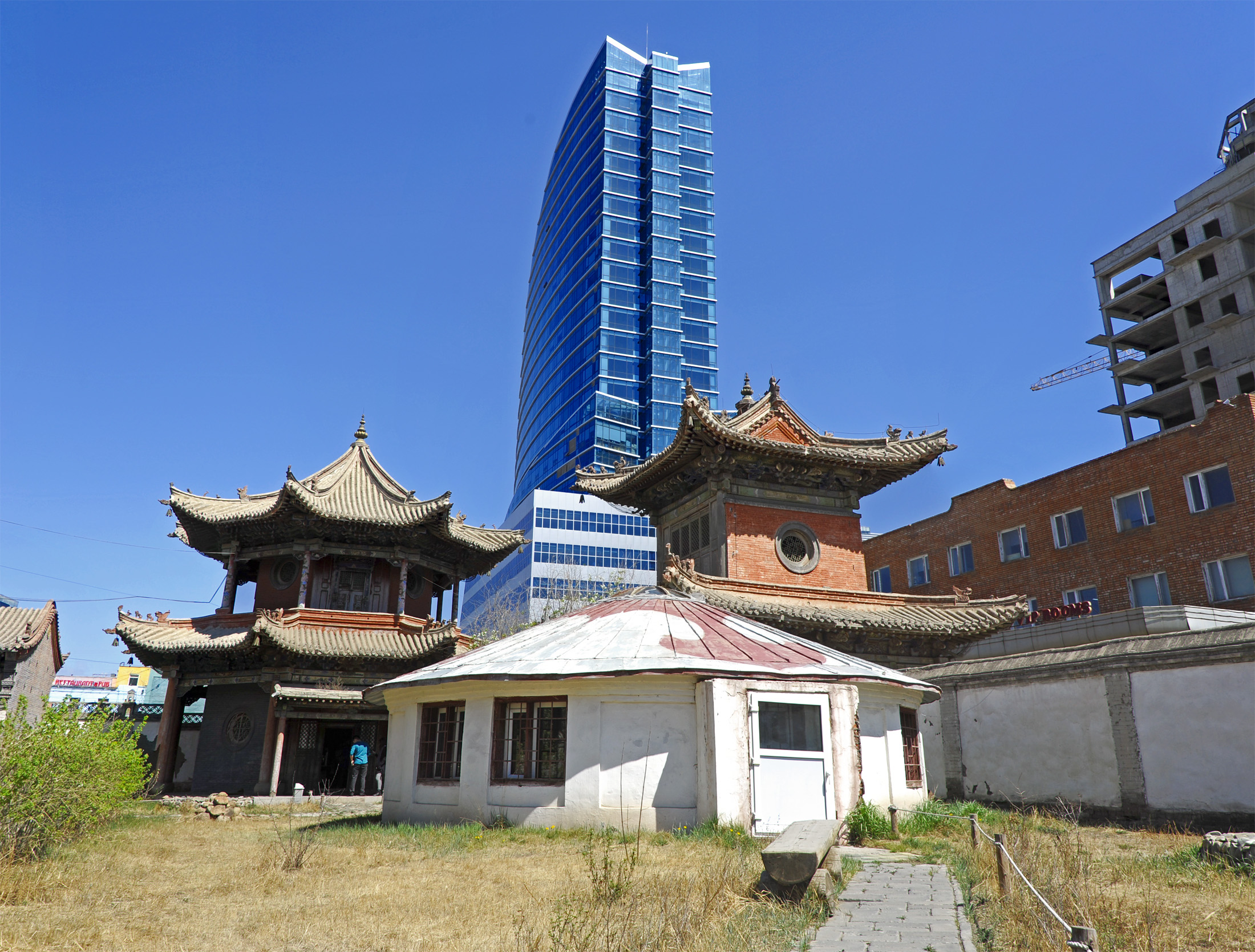
Antico tempio circondato dalle costruzioni moderne

Ulan Bator ha occupato diversi siti nella sua storia: fondata presso il lago Shirit Tsagaan nuur, a 400 km dal sito attuale, come sede di governo di Zanabazar, il primo Jebtsundamba, fu re-insediata in vari siti presso i fiumi Selenga, Orhon (nella valle dove già fu Karakorum) e Tuul fino a raggiungere alla fine del XVIII secolo la località odierna, sulla via da Pechino (distante 1.100 km) al posto commerciale di Kyakhta (distante 280 km), alla frontiera con la Russia.
Ulan Bator ha avuto anche diversi nomi. Fu nota dalla fondazione nel 1639 al 1706 come Örgöö (mongolo: Өргөө, Ôrgôô residenza) e dal 1706 al 1911 come Ikh Khüree (Ih Hùrėė), Da Khüree o semplicemente Khüree (mongolo: Их = "grande", Хүрээ = "accampamento"), mentre il suo nome cinese era Kulun (庫倫T, 库伦S, KùlúnP). In Europa e nei paesi di lingua inglese, fino al 1924 era nota come Urga (dalla forma russa di Ôrgôô) o talvolta Kuren.
Era la città santa dei Mongoli, in quanto residenza del "Buddha vivente", Bogd Khan, guida religiosa delle tribù Khalkha e terzo in ordine di venerazione tra il clero lamaista, che viveva in un palazzo a sud della città. Inoltre, era sede dell'Amban (supremo funzionario imperiale della Dinastia Qing in Mongolia), che controllava tutti gli affari temporali e in particolare controllava il commercio della città di frontiera di Kyakhta con la Russia. Infatti la città prosperò a metà del XIX secolo come centro commerciale sulla via del tè tra la Russia e la Cina.
Nel 1904, all'epoca della spedizione britannica in Tibet, Thubten Gyatso, 13º Dalai Lama lasciò la sua capitale Lhasa e si rifugiò a Ikh Khüree (come allora era nota), dove rimase fino al 1908 rifiutandosi di entrare in contatto con il Khan Bogd del tempo, che era descritto come un "prodigo ubriacone".
Nel 1911, quando in Cina cadde la dinastia manciù e fu instaurata la repubblica, la Mongolia dichiarò l'indipendenza sotto il Bogd Khan il 29 dicembre e il nome della città fu modificato in Niislel Khüree (Mongolo: Нийслэл, Nijslėl "capitale"). Nel 1924 la città divenne la capitale della nuova Repubblica Popolare e il suo nome fu mutato in Ulaanbaatar ("eroe rosso"), in onore dell'eroe nazionale della Mongolia Damdin Sùhbaatar, i cui soldati avevano liberato la Mongolia dall'occupazione cinese e dalle truppe del barone russo Roman von Ungern-Sternberg combattendo a fianco dell'Armata Rossa sovietica. La sua statua si erge ancor oggi nella piazza principale della città. In occidente la città divenne nota come Ulan Bator (dal russo Улан-Батор). Nel centro della città si trovava, inoltre, la statua di Lenin, che è stata abbattuta il 14 ottobre 2012.

## Monumenti e luoghi d'interesse

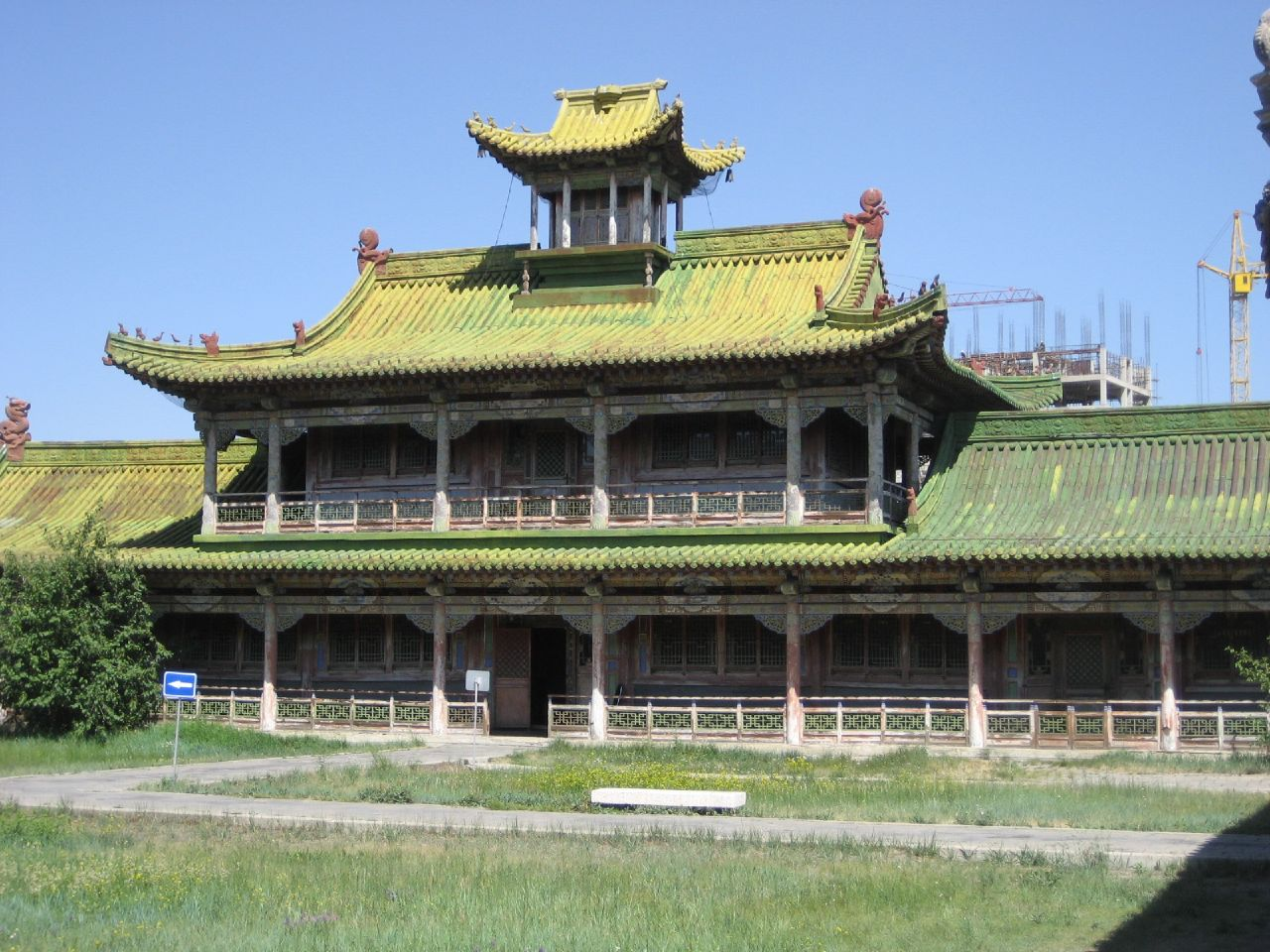
Il Palazzo d'Inverno del Khan Bogd.

La città consiste di un centro edificato nello stile dell'architettura sovietica degli anni quaranta e cinquanta del XX secolo, punteggiato e circondato da torri residenziali in cemento a vista e infine da quartieri di iurte. In anni recenti, molti dei piani terra delle torri sono stati riconvertiti a negozi di vicinato ed è ripresa l'attività edilizia.
I siti principali di interesse sono:
- Palazzo d'inverno del Khan Bogd, 1893-1903, oggi museo.
- Monastero Choijin Lama, di stile tibetano, uno dei pochi siti pre-socialisti (1904), oggi convertito a museo.
- Monastero Dashchoiling, a forma di iurta (stile mongolo)
- Monastero Gandantegchinlen Khiid, o Monastero di Gandan, di stile mongolo-cinese, con una statua di Migjid Janraisig alta 25 metri
- Palazzo d'inverno di Bogd Khan
- Piazza Sùhbaatar, nel quartiere istituzionale: al centro la statua di Damdin Sùhbaatar a cavallo, sul lato nord il parlamento con una statua di Chinggis Khan (Gengis khan)
- Museo di Storia Naturale: ospita molti fossili di dinosauri che sono stati reperiti in diversi siti della Mongolia.
- Museo Nazionale di Storia Mongola
- Teatro nazionale dell'Opera di Ulan Bator
- Stadio Nazionale per lo Sport, dove ogni luglio si tiene il festival Naadam
- Memoriale Zajsan, su una collina panoramica a sud della città, dedicato ai soldati russi uccisi nella Seconda guerra mondiale, a ricordo di amicizia fra i due popoli.
- Parco nazionale Gorhi-Tėrėlž, riserva naturale dell'ambiente mongolo, con servizi per i turisti (70 km ca. dalla città).

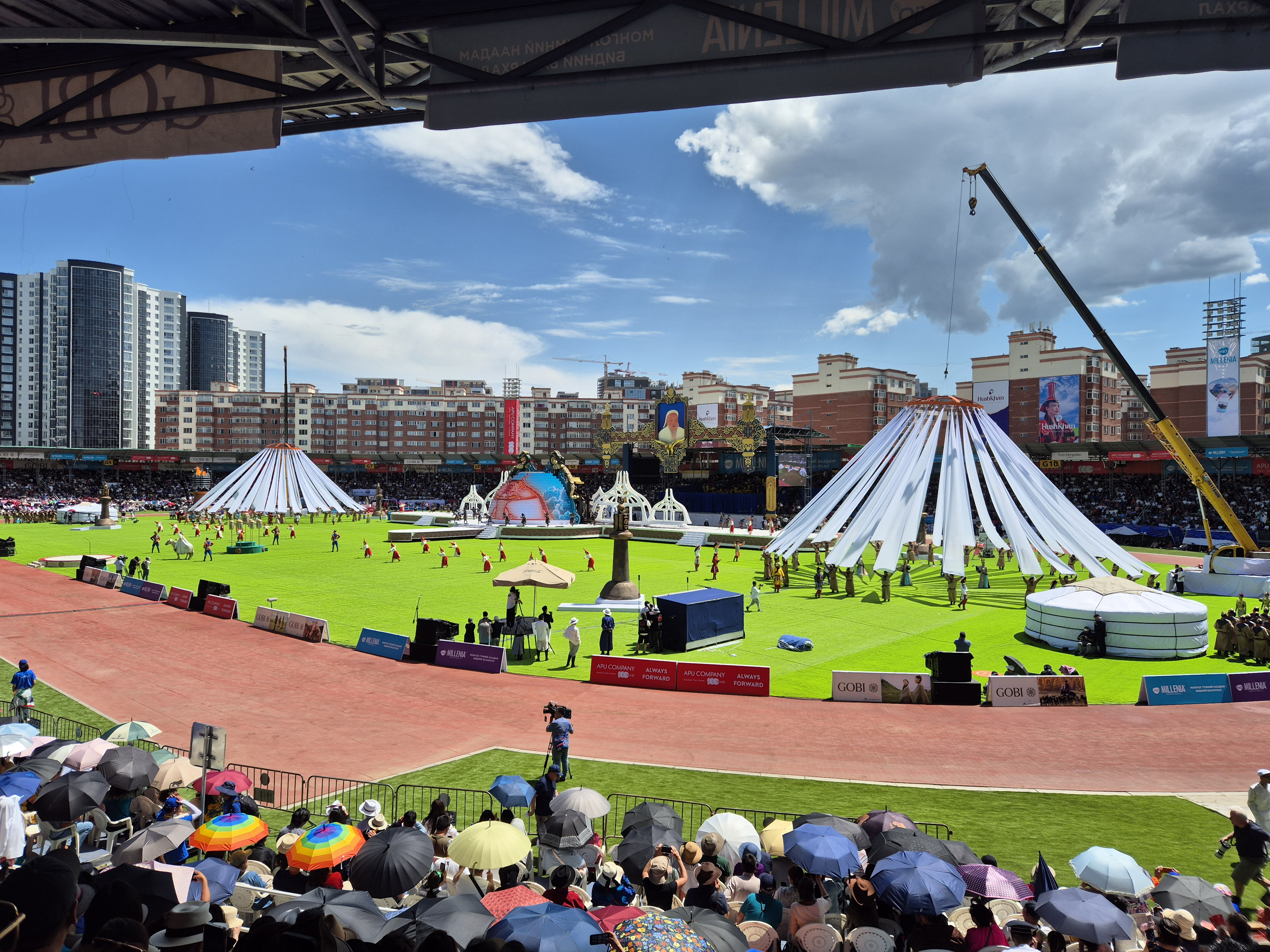
La cerimonia del Naadam

- Cattedrale dei Santi Pietro e Paolo: principale punto di riferimento per i cattolici.
- Chiesa della Santissima Trinità: principale punto di riferimento per i russo-ortodossi.

(dal Grande libro dei viaggi)
|                               |                   |                    |
| Il teatro dell'opera di stato | Teatro drammatico | galleria Nazionale |

## Amministrazione e suddivisioni

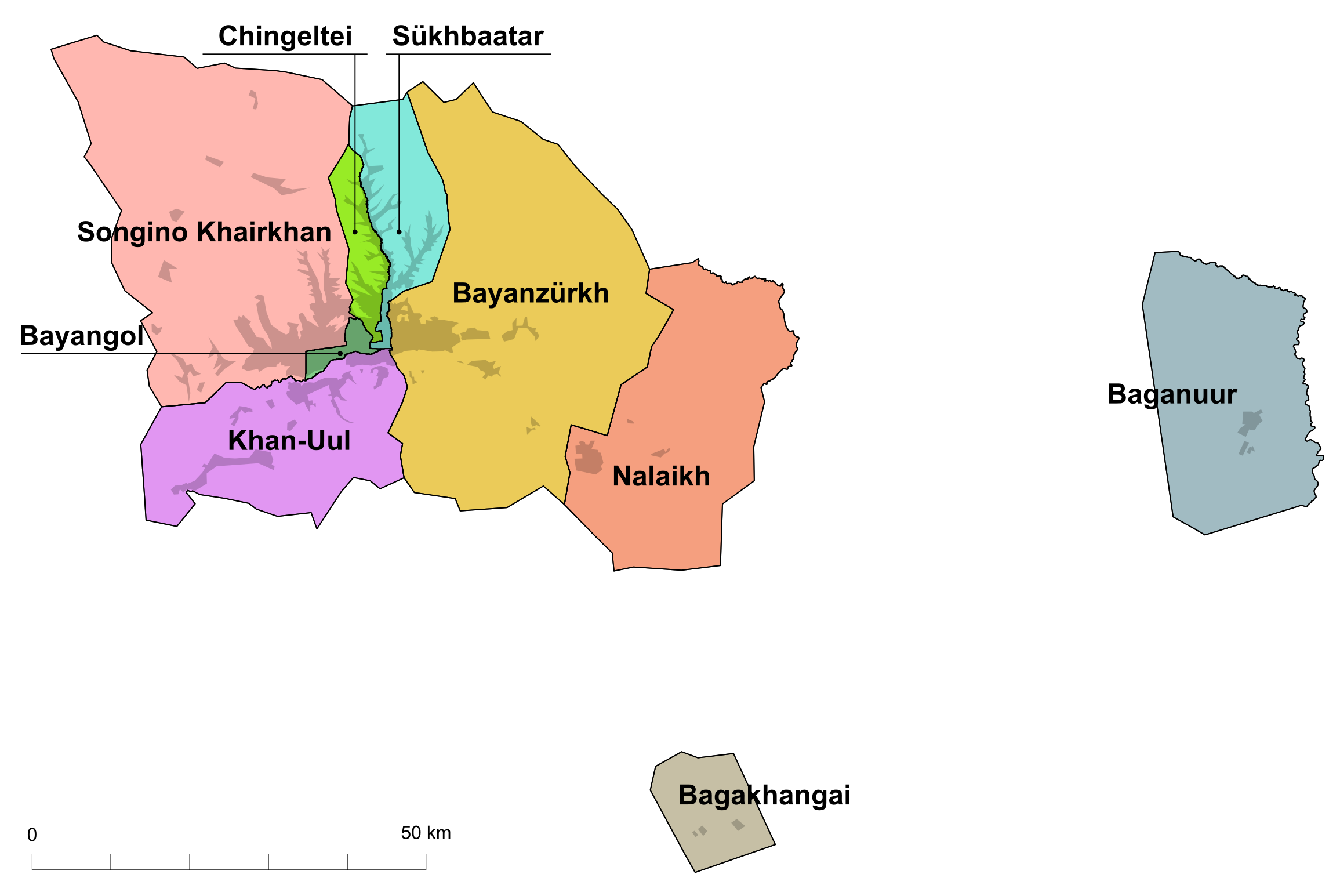
Mappa dei distretti di Ulan Bator

Ulan Bator è suddivisa in 9 distretti (dùùrėg): Baganuur, Bagahangaj, Bajangol, Bajanzùrh, Čingėltėj, Han Uul, Nalajh, Songinohajrhan, e Sùhbaatar. Ogni distretto è suddiviso in horoo (sottodistretto o quartiere).
La capitale è governata da un consiglio comunale (assemblea dei rappresentanti dei cittadini) con quaranta membri eletti ogni quattro anni che provvedono alla nomina del sindaco. Ulan Bator è disciplinata come una suddivisione di primo livello, separata dall'aimag del Tôv, la provincia che circonda Ulan Bator.
La città si compone di un quartiere centrale, costruito in stile sovietico degli anni '40 e '50, circondato da un miscuglio di torri abitative in calcestruzzo e grandi quartieri di iurte.

## Infrastrutture e trasporti

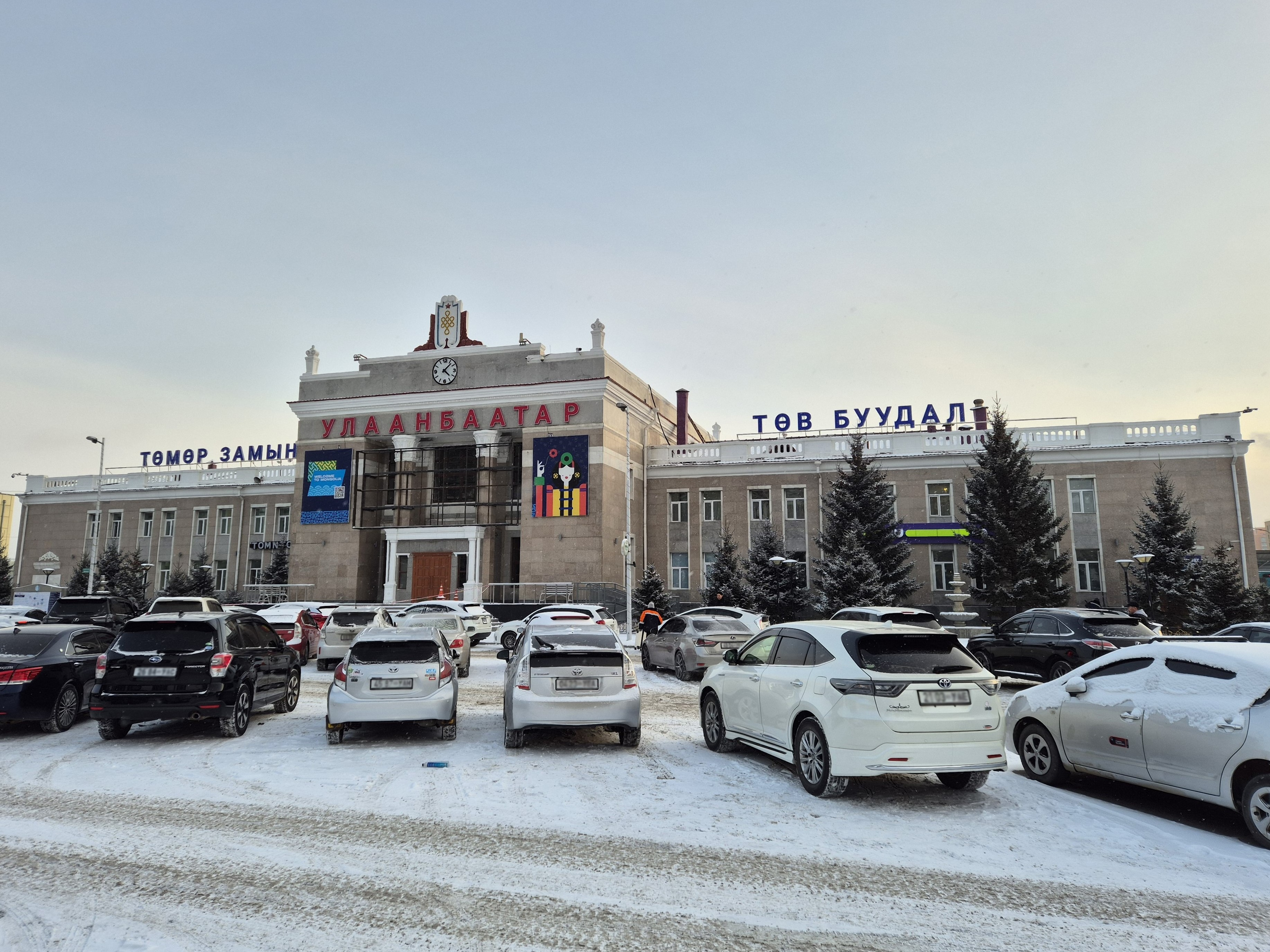
Stazione ferroviaria di Ulan Bator

### Aeroporti
Ulan Bator è servita dall'Aeroporto di Ulan Bator-Gengis Khan (già Buyant Ukhaa), che la collega con le maggiori località dell'Asia, con Mosca, Berlino, Seul, Pechino e Tokyo.

### Ferrovie
Ulan Bator è nodo della ferrovia Transmongolica, costruita per collegare Ulan-Udė, nella Mongolia Siberiana (e quindi la ferrovia Transiberiana), con Pechino; i rispettivi punti di connessione sono Naushki (Russia) ed Erenhot (Cina).

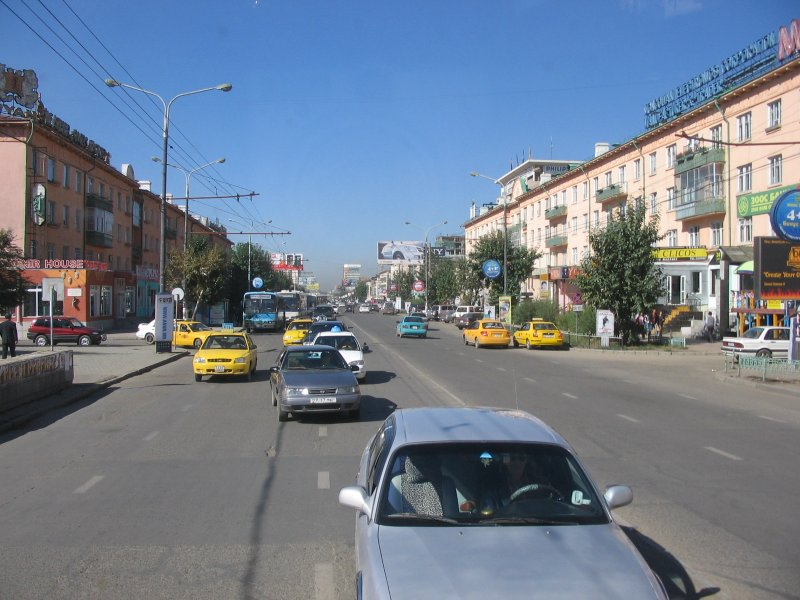
Traffico cittadino di Ulan Bator

### Modalità urbana
I governi nazionale e municipale regolano un ampio sistema di operatori privati di autobus, micro-bus e taxi, ma è molto praticato l'autostop.

## Economia
Centro industriale per la produzione di tessuti, cuoio, legname, cemento, farmaci, carne in scatola, è anche sede di università e importante nodo di comunicazioni, oltre che sede di governo.
Il fresco clima estivo sta portando molto turismo: diversi sono i siti da visitare, come monasteri e musei.
La città ha come via principale Enkh Taivny Orgoon Choloo, dove si possono trovare negozi e prodotti occidentali.